# Шипенко Клим Олексійович
Клим Олексійович Шипенко (16 червня 1983, Москва, СРСР) — російський кінорежисер, сценарист, продюсер і актор. Дворазовий лауреат премії «Золотий орел» в категорії «Кращий ігровий фільм» (за «Салют-7» в 2018 році і за «Текст» в 2020 році).
Режисер найкасовішого в Росії і СНД (більше 3 млрд руб. касових зборів) російського фільму «Холоп».

## Біографія
Народився 16 червня 1983 року в Москві. Батько — актор, режисер, драматург Олексій Шипенко.
У 16 років перебрався в Лос-Анджелес. У 2002 році вступив до Каліфорнійського університету в Нортриджі (факультет кіновиробництва). Дипломний фільм знімав як оператор. Навчався в акторській студії Sal Dano Professional Actors Workshop.
У 2004 році повернувся в Москву. Недовгий час працював на «Першому каналі» російського телебачення, був режисером програми про автомобілі «Подорожник».
В кінці травня 2021 року Клим Шипенко і актриса Юлія Пересільд приступили до тренувань для зйомок в реальному космосі фільму «Виклик». 5 жовтня 2021 року в 11.55 за московським часом режисер і актриса на кораблі «Союз МС-19» стартували з космодрому Байконур до Міжнародної космічної станції. В космосі вони провели 12 днів.
17 жовтня 2021 в 04:14:05 мск корабель «Союз МС-18» відділився від російського сегменту МКС. Сходження з орбіти розпочалося після ввімкнення на гальмування двигуна о 06:41:46 мск. В 07:35:44 мск апарат транспортного пілотованого корабля «Ю.О. Гагарін» (Союз МС-18) здійснив посадку на території Казахстану. На Землю повернувся екіпаж у складі Героя Росії, космонавта Роскосмоса Олега Новіцького та учасників космічного польоту Клима Шипенка і Юлії Пересільд.

## Особисте життя
Перша дружина — актриса Ксенія Буравська, син Ділан (2008).
Друга дружина — актриса і режисер Софія Карпуніна, дочка Клементина і син (11.06.2020).

## Фільмографія
| Рік  |    | Назва                                | Роль                                                  |    |
| ---- | -- | ------------------------------------ | ----------------------------------------------------- | -- |
| 2006 | кф | Нічний експрес                       | режисер, продюсер, сценарист                          | ру |
| 2006 | кф | Біла ніч                             | режисер, продюсер, сценарист                          | ру |
| 2009 | ф  | Непрощені                            | режисер, сценарист                                    | ру |
| 2009 | кф | Під ліхтарями                        | режисер                                               | ру |
| 2010 | ф  | Хто я?                               | режисер, сценарист                                    | ру |
| 2012 | ф  | Все просто                           | сценарист, креативний продюсер, актор ( Боря )        | ру |
| 2014 | ф  | Любить не любить                     | режисер, продюсер, сценарист                          | ру |
| 2014 | ф  | Як підняти мільйон. Исповедь Z@drota | режисер, сценарист                                    | ру |
| 2017 | ф  | Салют-7                              | режисер, сценарист, актор ( американський астронавт ) | ру |
| 2019 | ф  | Текст                                | режисер                                               | ру |
| 2019 | ф  | Холоп                                | режисер                                               | ру |
| 2020 | ф  | Війна сімей                          | продюсер                                              | ру |
| 2021 | ф  | Віщий Олег                           | режисер                                               | ру |
| 2021 | с  | Ева, народжуй!                       | режисер                                               | ру |
| 2022 | ф  | Грудень                              | режисер, сценарист                                    | ру |
| 2023 | ф  | Виклик                               | режисер, сценарист                                    | ру |

## Нагороди та номінації
- 2018 — Премія «Золотий орел» за кращий ігровий фільм (фільм «Салют-7»)
- 2018 — номінація на премію Асоціації продюсерів кіно і телебачення за «Найкращий повнометражний фільм» (фільм «Салют-7»)[13]
- 2018 — номінація на премію «Ніка» за кращий ігровий фільм (фільм «Салют-7»)
- 2019 — Премія «Подія року» журналу «Кінорепортёр»: головний приз «Проект року» за кращий фільм (фільм «Текст»)[14]
- 2020 року — Премія «Золотий орел» за кращий ігровий фільм (фільм «Текст»)
- 2020 року — номінація на премію Асоціації продюсерів кіно і телебачення за «Найкращий повнометражний фільм» (фільм «Холоп»)
- 2020 року — Премія Асоціації продюсерів кіно і телебачення за «Найкращий повнометражний фільм» (фільм «Текст»)